# Mike Mansfield

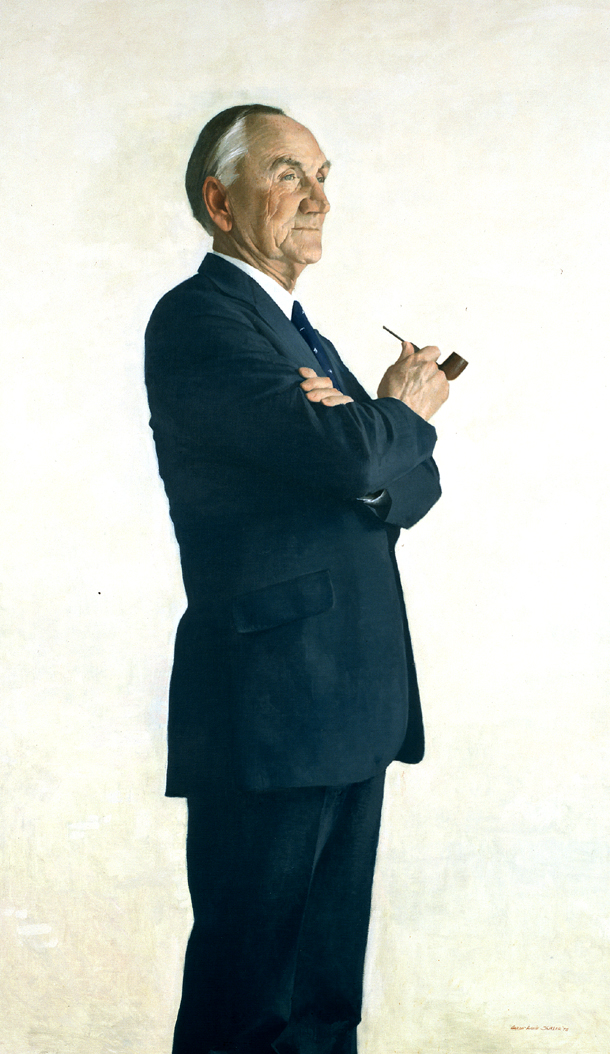
Porträt Mike Mansfields

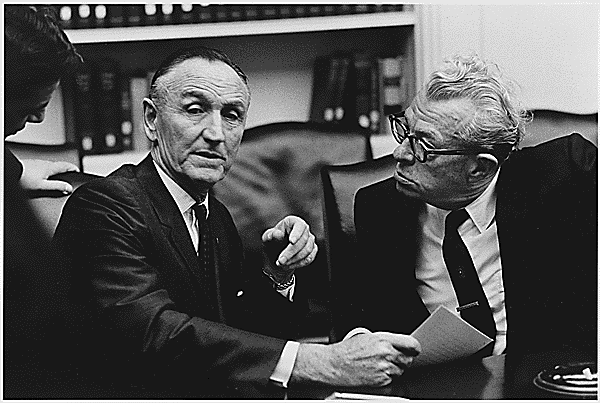
Mansfield (links) in einem Gespräch mit seinem republikanischen Amtskollegen als Fraktionsvorsitzender Everett Dirksen

Michael Joseph „Mike“ Mansfield (* 16. März 1903 in New York; † 5. Oktober 2001 in Washington, D.C.) war ein US-amerikanischer Politiker. Als Senator für den Bundesstaat Montana war er von 1953 bis 1977 im Amt. Ab 1961 fungierte Mansfield auch als Fraktionsvorsitzender der Demokratischen Partei im Senat; keine Person hat diesen Posten bislang über einen längeren Zeitraum ausgeübt. Nach seiner Karriere im Senat war er elf Jahre als Botschafter der Vereinigten Staaten in Japan tätig.

## Leben
Mansfield wurde 1903 in New York geboren, jedoch zog seine Familie wenige Jahre nach seiner Geburt nach Montana, wo er aufwuchs. Von 1918 bis 1922 diente er in den US-Streitkräften, später absolvierte Mansfield ein Studium. Zwischen 1933 und 1942 lehrte er Geschichte und Politikwissenschaften an der Montana State University. Ab den 1940er Jahren entwickelte er zunehmend politisches Interesse, was ihn schon bald in die Demokratische Partei eintreten ließ. Im Jahr 1942 bewarb er sich um ein Mandat im Repräsentantenhaus der Vereinigten Staaten, welches er ab Januar 1943 nach gewonnener Wahl innehatte.
Nach zehn Jahren Dienstzeit im Kongress kandidierte er erfolgreich für einen Sitz im Senat der Vereinigten Staaten, wo Mansfield ab Januar 1953 seine politische Tätigkeit begann. Ab Ende der 1950er Jahre stieg er dort zum stellvertretenden Fraktionschef der Demokraten auf. Als im Januar 1961 der bisherige Fraktionsführer Lyndon B. Johnson das Amt des US-Vizepräsidenten übernahm (ab 1963 Präsident), wählte die Demokratische Senatsfraktion Mansfield in den Posten des Mehrheitsführers im Senat. Er übte dieses Amt bis Januar 1977 aus und hatte damit die längste Dienstzeit eines Fraktionsvorsitzenden der Mehrheitspartei im Senat überhaupt. Während der Präsidentschaft von Lyndon B. Johnson erwies er sich als Befürworter von dessen sozialen Gesetzgebungen und der Aufhebung der Rassentrennung. In Bezug auf das amerikanische Engagement in Vietnam in den 1960er Jahren stimmte er jedoch mit dem Präsidenten und Außenminister Dean Rusk nicht überein.
Im Jahr 1976 kündigte Mansfield an, sich aus der Politik zurückziehen zu wollen, nachdem er 1958, 1964 und 1970 jeweils als Repräsentant des Staates Montana im Senat bestätigt wurde. Er schied turnusgemäß am 3. Januar 1977 aus dem Kongress aus. 1977 bot ihm Präsident Jimmy Carter den Posten des US-Botschafters in Japan als Nachfolger von James D. Hodgson an, was Mansfield akzeptierte. Im Juni 1977 wurde er von Carter ernannt und wirkte 11 Jahre bis 1988 in Japan. Er bezeichnete die US-Japanischen Beziehungen als „the most important bliateral relationship in the world, bar none“. Nach seinem Abschied ging er in den Ruhestand. Im Jahr 1989 erhielt er die Presidential Medal of Freedom, die höchste zivile Auszeichnung der USA.
Mike Mansfield starb am 5. Oktober 2001 im Alter von 98 Jahren an Herzinsuffizienz in Washington. Er wurde auf dem Nationalfriedhof Arlington bestattet.